# Silau Maraja
Silau Maraja is een bestuurslaag in het regentschap Asahan van de provincie Noord-Sumatra, Indonesië. Silau Maraja telt 1519 inwoners (volkstelling 2010).